# ニチモク林産北海道
株式会社ニチモク林産北海道は、日本製紙グループの営林事業およびチップ製造事業を手がける。

## 沿革
- 1947年(昭和22年)4月　大昭和興林(株)を設立。
- 1980年(昭和55年)　(株)国木林業を設立。
- 2002年(平成14年)11月　(株)国木林業の製材部門の営業権を日本製紙木材に譲渡し、(株)大雪ドライを設立。
- 2004年(平成16年)10月　大昭和興林(株)を解散(解散日は2005年3月31日)し、日本製紙木材(株)、日本製紙木材(株)の子会社の(株)国木林業へ営業譲渡(事業移管)。日本製紙木材(株)に引き継いだ営業権の一部を譲り渡し、ニチモクパレット(株)を設立。
- 2007年(平成19年)3月30日開催の臨時株主総会決議により(株)大雪ドライ解散。
- 2006年(平成18年)4月　(株)サングリーンと(株)国木林業の合併により、(株)ニチモク林産北海道が発足。
- 2025年(令和7年)6月　本社を北海道旭川市2条通23丁目110-13に移転。

## 営業所・工場
- 釧路事務所（釧路市鳥取大通2丁目2番　日本製紙社宅8号館　18号室）
- 旭川工場（旭川市パルプ町505番地-1）
- 下川工場（上川郡下川町北町69番地）
- 清水工場（上川郡清水町清水第六線67番地）
- 由仁工場（夕張郡由仁町字熊本521番地）
- 志布志工場（鹿児島県志布志市志布志町帖3734）
- 喜茂別工場（虻田郡喜茂別町字伏見1番地）
- 今金工場（瀬棚郡今金町字今金585番地）
- 鶴居工場（阿寒郡鶴居村鶴居東7丁目1）
- 滝上工場（紋別郡滝上町濁川みどり町）

## 関連事業関係会社
- (有)前田一歩園林業

## 株主
- 日本製紙　　　44.5%
- 日本製紙木材　27.7%
- 釧十運輸　　　15.0%
- 旭新運輸　　　12.8%